# Милош Рашовић
Милош Рашовић (1893 — Београд, 27. децембар 1988) био је црногорски адвокат и политичар, учесник Првог светског рата и Народноослободилачке борбе.

## Биографија
Био је учесник Првог светског рата, као један од 1300 каплара. Борио се у биткама на Брегалници, Колубари и Кајмакчалану. У току рата се посебно истакао, због чега је одликован Орденом Карађорђеве звезде са мачевима, Орденом белог орла са мачевима и француском Легијом части, а носилац је и Албанске споменице.
У међуратом периоду бавио се политиком и био биран за народног посланика из подгоричког среза. Био је пропадник опозиције, због чега је као противник тада владајућег режима 1937. пензионисан из Министарства иностраних дела.
Након окупације Југославије, био је ухапшен и спроведен у затвор у Котору. Године 1944. је пребачен на острво Вис, где се тада налазило руководство Народноослободилачког покрета (НОП). Исте године примљен је у чланство Комунистичке партије Југославије (КПЈ).
На заседању Црногорске антифашистичке скупштине народног ослобођења (ЦАСНО) одржаном 17. априла 1945. на Цетињу ЦАСНО је претворен у Црногорску народну скупштину, а Рашовић је изабран за председника њеног Председништва и уједно био председник скупштине. Након избора за Уставотворну скупштину, одржаних новембра 1946, изабран је председника Президијума Народне скупштине НР Црне Горе. Упоредо је од 16. јула 1944. до 12. априла вршио дужност председника Главног одбора Народног фронта Црне Горе, а извесно време је био и потпредседника Савезног одбора Народног фронта Југославије.
Био је члан југословенске делегације на Мировној конференцији у Паризу 1947. године. Дужност председника Президијума Народне скупштине Црне Горе вршио је до 6. новембра 1950. када је пензионисан. Његово пензионисање догодило се у јеку политичког сукоба Југосавије и Совјетског Савеза, пошто је као кум Петра Комненића сумњичен да је присталица Информбироа.
Умро је 27. децембра 1988. у Београду.